# 台灣東販
台灣東販（Taiwan Tohan），為日本書籍通路經銷商東販的台灣子公司，為台灣第一家獲許投資的國外出版公司，主要業務為翻譯與發行各類日本書籍（含漫畫、小說）。近年來致力於雜誌、流行文化作品與本土原創作品的出版開發，積極拓展商品的類別，期朝全面化、多元化、專業化之目標邁進。

## 主要出版產品

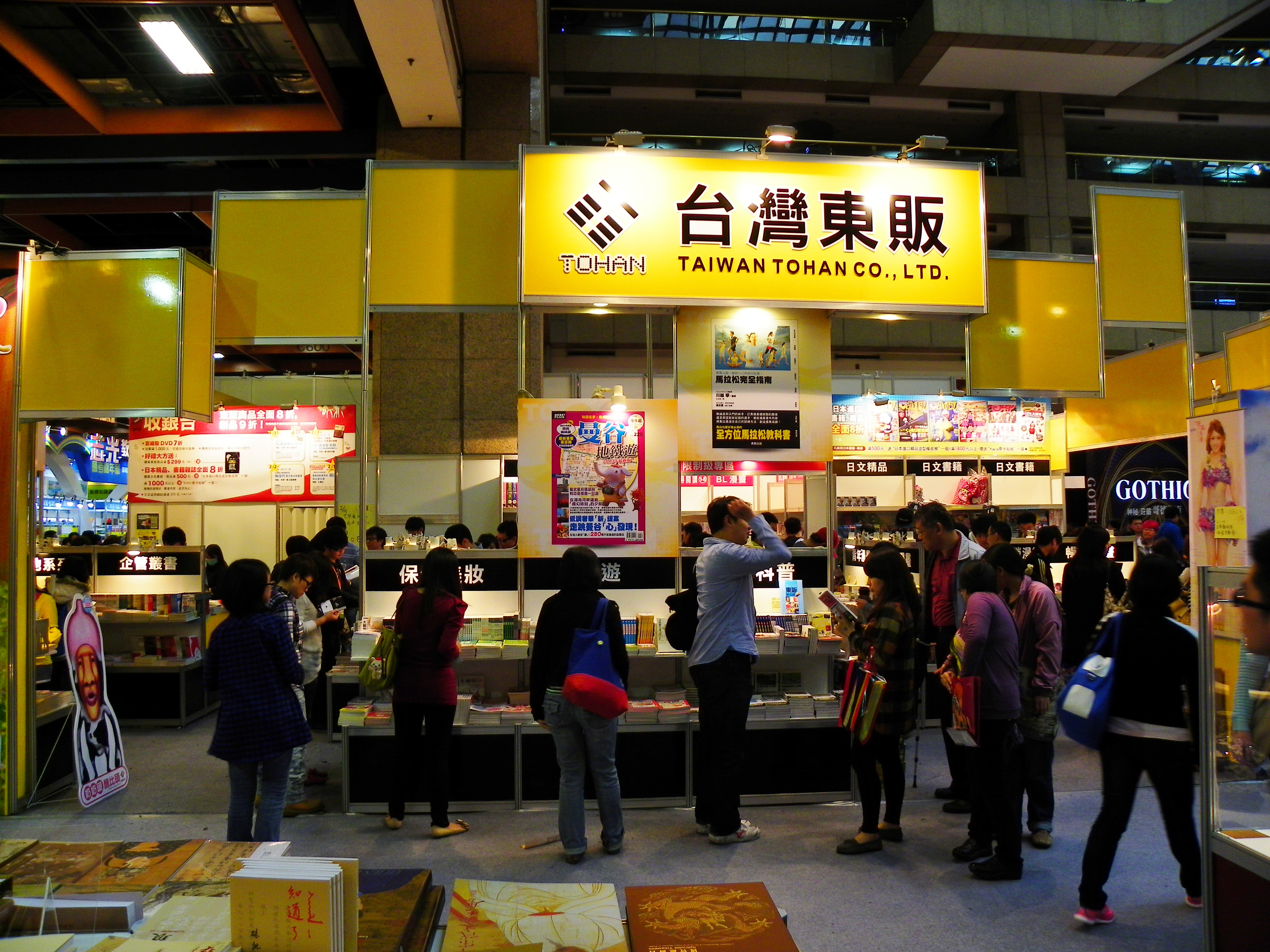
2013年台北書展攤位

大多代理日系輕小說、漫畫。

### 雜誌
| 雜誌名稱      | 發售時間 | 每本售價 | 備註   |
| ------------- | -------- | -------- | ------ |
| HERE          | 每月26號 | NT$168   | 已停刊 |
| BANG          | 每月5號  | NT$120   | 已停刊 |
| yappy!        | 雙月刊   | NT$120   | 已停刊 |
| 狗狗の日子    | 季刊     | NT$250   | 已停刊 |
| 足球王者      | 三月刊   | NT$138   |        |
| BANG! SPECIAL | 不定     | 不定     |        |

### 書籍
食譜
- 第一次做日本料理
- 正宗台菜料理
- 在家做義大利美食
- 醬汁料理百匯
- 馬田帶你解構甜點：從入門到進階，一本學會職人級烘焙技法

企管書
- 7-11消費心理學
- 員工就要這樣訓練

手工藝
- 創意生活系列

旅遊
- 謹慎又柔情，德國人的故事
- 裂谷邊陲等待雨臨，我們在馬拉威教中文的故事

## 爭議事件
香港YouTuber馬田在2020年5月6日的影片(https://www.youtube.com/watch?v=h5W_t57Uas8 （页面存档备份，存于）)中表示，台灣東販未有尊重作家的心血與意見。台灣東販為其出版的《馬田帶你解構甜點：從入門到進階，一本學會職人級烘焙技法》不但排版錯亂出錯，印刷調色亦有問題。縱然馬田指正錯誤，並表示願意自付修正的相關費用，台灣東販仍然在往後的修訂版（第二版）改正錯誤，亦不獲理會。馬田更被反斥不懂印刷專業。之後，相關書籍在6月5日後上市二版一刷，為馬田與台灣東販在取得共識後修訂發行的最新版本。

## 外部連結
- 台灣東販（页面存档备份，存于）
- 台灣東販的Facebook專頁
- 官方噗浪｜東販推廣部 （页面存档备份，存于）
- 東販輕小說部落格 （页面存档备份，存于）